# 黑带泡螺
黑带泡螺（学名：Hydatina zonata），又稱经度泡螺，是一種泡螺科泡螺属的生物。

## 型態描述
本物種的螺殼長約40 mm，外型跟密紋泡螺（Hydatina physis）的相同。

## 分佈
原產於南非，本物種見於印度太平洋區的日本本州與四國、琉球、台湾的宜蘭縣蘇澳與台中縣，還有中国大陆的海南等地，属于暖水性种。牠們常栖息于潮间带石头下、海藻间至潮下带水深10－50米以及细砂底。